# Little Bad Girl
Little Bad Girl – drugi singel Davida Guetty z jego najnowszego albumu Nothing but the Beat. Został wydany 27 czerwca 2011 roku i od razu stał się hitem nr 1 w wielu krajach, m.in. w Polsce. W kompozycji głosu użyczyli brytyjski wokalista Taio Cruz oraz amerykański raper Ludacris. Teledysk do utworu przedstawia zabawę w jednym z klubów o godzinie 4:50, co zostało ujęte na początku wideoklipu. Kiedy David Guetta spostrzega, że robi się widno, biegnie na plażę, zatrzymuje Ziemię i cofa czas. Po tym wszyscy wracają do klubu.